# Anater
Anather o Anat-her fue, según algunos egiptólogos, un faraón de la XVI dinastía egipcia.

## Biografía
Al igual que para el resto de los soberanos de esta dinastía, la única evidencia de su existencia viene de los hallazgos arqueológicos, principalmente escarabeos y sellos de rodillo.
La falta de citas en las listas reales conocidas dificulta el ordenamiento cronológico de estos soberanos, que fueron, con mucha probabilidad, gobernantes locales sometidos a vasallaje por los faraones de la XV dinastía.
| S38 | X7 | N25 · N25 · N25 | D36 · n | X1 · O4 · r |

hq3 ḫ3 swt ˁnt hr - Heka kashut Anat-her

Gobernante de las Tierras Extranjeras, Anat está satisfecha.
El nombre, que se ha encontrado en un escarabeo no está inscrito en un cartucho va precedido del epíteto heka khasut (del que procede el griego hyksos) lo que lleva a la creencia de que podríamos estar ante un príncipe de estirpe semita, tal vez procedente de una de las ciudades de la Palestina meridional.